# Caproni Ca.311
Die Caproni Ca.311 war ein italienischer leichter Aufklärer und Bomber.

## Entwicklung
Die Caproni Ca. 311 war eine Weiterentwicklung der Version Ca.310 bis. Mit einer völlig neu konstruierten Bugpartie hatte diese Variante Ähnlichkeiten mit der Bristol Blenheim Mk. I sowie der Breguet Bre.482. Durch diese Bugkonstruktion hatten die Piloten eine ausgezeichnete Sicht. Weiterhin wurden die Rumpfseiten ebenfalls mit größeren Glasflächen versehen. Die ersten Exemplare hatten noch Bauteile aus Holz, diese wurden jedoch wie alle weiteren Maschinen auf den Standard Ca.311 M gebracht. Die Zusatzbezeichnung M wies bei allen Flugzeugen von Caproni darauf hin, dass die Flugzeuge vollständig aus Metall bestanden. Bei dieser Unterversion war das Flugzeug durch einige Detailänderungen um etwa 35 cm länger.
Die Defensivbewaffnung bestand aus drei leichten Maschinengewehren des Kalibers 7,7 mm, die in einem Drehturm auf der Rumpfoberseite, einer Bauchluke an der Rumpfunterseite und in der linken Flügelwurzel eingebaut waren. Die Ca.311 konnte eine Bombenlast von bis zu 400 kg tragen.

## Einsatz
Die Ca. 311 wurde als Ersatz für die Doppeldecker IMAM Ro.37 eingeführt. Die ersten Einsätze ab 1940 in Nordafrika zeigten jedoch, dass die Motorleistung zu gering war und die Zuverlässigkeit problematisch war. Demgegenüber stand ein sehr gutes Flugverhalten − die Ca.311 war sehr wendig und leicht zu fliegen. In Nordafrika wurden sechs Luftaufklärer-Gruppen (Gruppi Osservazione Aerea) mit diesem Typ ausgestattet. Obwohl spätestens ab 1942 veraltet, wurden diese weiterhin verwendet. Hinzu kamen ab 1941 auch Einsätze in Russland sowie auf dem Balkan.
Bis zum Kriegsende blieben viele Ca.311 in Flugschulen im Einsatz.

## Export
Die königlich jugoslawische Luftwaffe bestellte 15 Maschinen, von denen fünf im Jahre 1941 ausgeliefert wurden. Die restlichen zehn Stück gingen 1942 an die kroatische Luftwaffe.
Größter ausländischer Besteller war Großbritannien, das nach 1938 auf Grund der drohenden Kriegsgefahr sehr schnell Flugzeuge gerade für die Ausbildung der Piloten benötigte. Da Italien nach dem Kriegsausbruch noch neutral blieb, lagen zwischenzeitlich Bestellungen für 200 Ca.310 vor. Diese Bestellung wurde jedoch in 100 Stück der Ca.311 geändert. Aufgrund des Kriegseintritts Italiens wurde diese Bestellung jedoch nicht mehr ausgeliefert. Der Hersteller hatte während des deutschen Frankreichfeldzuges noch versucht, einen Teil der bestellten Maschinen über Portugal auszuliefern.

## Militärische Nutzung
Königreich Italien
- Regia Aeronautica

 Königreich Jugoslawien
- Königlich jugoslawische Luftwaffe

 Jugoslawien
- Jugoslawische Luftwaffe – nach dem Krieg

 Unabhängiger Staat Kroatien
- Zrakoplovstvo Nezavisne Države Hrvatske: einige ex-jugoslawische

## Technische Daten
| Kenngröße             | Daten                                                      |
| --------------------- | ---------------------------------------------------------- |
| Besatzung             | 3                                                          |
| Länge                 | 11,74 m                                                    |
| Spannweite            | 16,20 m                                                    |
| Höhe                  | 3,69 m                                                     |
| Flügelfläche          | 38,40 m²                                                   |
| Flügelstreckung       | 6,8                                                        |
| Leermasse             | 3460 kg                                                    |
| max. Startmasse       | 4822 kg                                                    |
| Marschgeschwindigkeit | ? km/h                                                     |
| Höchstgeschwindigkeit | 347 km/h                                                   |
| Dienstgipfelhöhe      | 7400 m                                                     |
| Reichweite            | 1600 km                                                    |
| Triebwerke            | 2 × 7-Zylinder-Sternmotor Piaggio P VII C.36 mit je 343 kW |
| Bewaffnung            | 3 × MG 7,7 mm zur Verteidigung 400 kg Bomben.              |